# Білий Здруй (Дравський повіт)
Білий Здруй (пол. Biały Zdrój, нім. Balster) — село в Польщі, у гміні Каліш-Поморський Дравського повіту Західнопоморського воєводства.
Населення — 489 осіб (2011).
У 1975-1998 роках село належало до Кошалінського воєводства.

## Демографія
Демографічна структура станом на 31 березня 2011 року:
|          | Загалом | Допрацездатний вік | Працездатний вік | Постпрацездатний вік |
| -------- | ------- | ------------------ | ---------------- | -------------------- |
| Чоловіки | 238     | 62                 | 154              | 22                   |
| Жінки    | 251     | 53                 | 159              | 39                   |
| Разом    | 489     | 115                | 313              | 61                   |